# Liste der Fußballnationalspieler von Serbien und Montenegro
Die Liste der Fußballnationalspieler von Serbien und Montenegro beinhaltet die Spieler, die nach der Auflösung des Staates Jugoslawien insgesamt 36 Länderspiele bestritten hatten. Dabei bildeten die beiden Staaten Serbien und Montenegro eine gemeinsame Auswahl. Am 3. Juni 2006 wurde Montenegro unabhängig von Serbien, so dass die Auswahl nach der Fußball-Weltmeisterschaft 2006 in Deutschland aufhörte zu existieren. Das erste Spiel bestritt die Auswahl am 12. Februar 2003 in Podgorica gegen Aserbaidschan und das letzte Spiel war am 21. Juni 2006 in München gegen die Auswahl der Elfenbeinküste.

## B
| Name              | Geburtsdatum/-Ort          | Spiele | Tore | Zeitraum                |
| ----------------- | -------------------------- | ------ | ---- | ----------------------- |
| Zoran Banović     | 14.10.1977 in Nikšić       | 1      | 0    | 28.04.2004              |
| Marko Baša        | 29.12.1982 in Trstenik     | 3      | 0    | 08.06.2005 – 16.11.2005 |
| Dušan Basta       | 18.08.1984 in Belgrad      | 2      | 0    | 30.03.2005 – 01.03.2006 |
| Branko Bošković   | 21.06.1980 in Bačka Topola | 9      | 1    | 12.02.2003 – 16.11.2005 |
| Bojan Brnović     | 10.02.1979 in Podgorica    | 1      | 0    | 27.03.2003              |
| Nenad Brnović     | 18.01.1980 in Podgorica    | 9      | 0    | 27.03.2003 – 80.06.2005 |
| Goran Bunjevčević | 17.07.1983 in Karlovac     | 2      | 0    | 12.02.2003 – 11.10.2003 |

## C
| Name              | Geburtsdatum/-Ort         | Spiele | Tore | Zeitraum                |
| ----------------- | ------------------------- | ------ | ---- | ----------------------- |
| Milivoje Ćirković | 14.04.1977 in Nova Pazova | 5      | 0    | 20.08.2003 – 09.02.2005 |

## D
| Name                  | Geburtsdatum/-Ort        | Spiele | Tore | Zeitraum                |
| --------------------- | ------------------------ | ------ | ---- | ----------------------- |
| Vladimir Dišljenković | 02.07.1981 in Belgrad    | 1      | 0    | 31.03.2004              |
| Boban Dmitrović       | 02.04.1972 in Kraljevo   | 2      | 0    | 03.06.2003 – 07.06.2003 |
| Nenad Đorđević        | 01.08.1979 in Paraćin    | 14     | 1    | 12.02.2003 – 21.06.2006 |
| Predrag Đorđević      | 04.08.1972 in Kragujevac | 16     | 0    | 20.08.2003 – 21.06.2006 |
| Ivica Dragutinović    | 13.11.1975 in Prijepolje | 19     | 0    | 27.03.2003 – 11.06.2006 |
| Milan Dudić           | 01.11.1979 in Kraljevo   | 8      | 0    | 12.02.2003 – 21.06.2006 |

## E
| Name       | Geburtsdatum/-Ort     | Spiele | Tore | Zeitraum                |
| ---------- | --------------------- | ------ | ---- | ----------------------- |
| Ivan Ergić | 21.01.1981 in Šibenik | 3      | 0    | 27.05.2006 – 21.06.2006 |

## G
| Name            | Geburtsdatum/-Ort     | Spiele | Tore | Zeitraum                |
| --------------- | --------------------- | ------ | ---- | ----------------------- |
| Goran Gavrančić | 02.08.1978 in Belgrad | 24     | 0    | 27.03.2003 – 21.06.2006 |

## I
| Name               | Geburtsdatum/-Ort               | Spiele | Tore | Zeitraum                |
| ------------------ | ------------------------------- | ------ | ---- | ----------------------- |
| Saša Ilić          | 30.12.1977 in Požarevac         | 17     | 3    | 03.06.2003 – 21.06.2006 |
| Ivica Iliev        | 27.10.1979 in Belgrad           | 2      | 1    | 30.04.2003 – 16.11.2003 |
| Branislav Ivanović | 22.02.1984 in Sremska Mitrovica | 1      | 0    | 08.06.2005              |
| Vladimir Ivić      | 07.05.1977 in Zrenjanin         | 1      | 0    | 28.04.2004              |

## J
| Name             | Geburtsdatum/-Ort       | Spiele | Tore | Zeitraum                |
| ---------------- | ----------------------- | ------ | ---- | ----------------------- |
| Nenad Jestrović  | 09.05.1976 in Obrenovac | 12     | 5    | 30.04.2003 – 17.08.2005 |
| Dragoslav Jevrić | 08.07.1974 in Berane    | 31     | 0    | 12.02.2003 – 21.06.2006 |
| Đorđe Jokić      | 20.01.1981 in Raska     | 4      | 0    | 11.07.2004 – 16.11.2005 |

## K
| Name             | Geburtsdatum/-Ort      | Spiele | Tore | Zeitraum                |
| ---------------- | ---------------------- | ------ | ---- | ----------------------- |
| Mateja Kežman    | 12.04.1979 in Zemun    | 23     | 7    | 12.02.2003 – 16.06.2006 |
| Miloš Kolaković  | 25.06.1974 in Belgrad  | 3      | 0    | 28.04.2004 – 13.07.2004 |
| Ognjen Koroman   | 19.09.1978 in Sarajevo | 19     | 1    | 18.08.2004 – 16.06.2006 |
| Darko Kovačević  | 18.11.1973 in Kovin    | 8      | 1    | 27.03.2003 – 31.03.2004 |
| Nenad Kovačević  | 11.11.1980 in Kraljevo | 8      | 0    | 27.03.2003 – 16.11.2005 |
| Oliver Kovačević | 29.10.1974 in Split    | 3      | 0    | 08.06.2005 – 16.11.2005 |
| Mladen Krstajić  | 04.03.1974 in Zenica   | 25     | 0    | 30.04.2003 – 21.06.2006 |

## L
| Name               | Geburtsdatum/-Ort                | Spiele | Tore | Zeitraum                |
| ------------------ | -------------------------------- | ------ | ---- | ----------------------- |
| Nikola Lazetić     | 09.09.1978 in Kosovska Mitrovica | 3      | 1    | 12.02.2003 – 30.04.2003 |
| Danko Lazović      | 17.05.1983 in Kragujevac         | 3      | 0    | 11.07.2004 – 18.08.2004 |
| Danijel Ljuboja    | 04.09.1978 in Vinkovci           | 17     | 1    | 12.02.2003 – 16.06.2006 |
| Aleksandar Luković | 23.10.1982 in Kraljevo           | 5      | 0    | 15.08.2005 – 16.11.2005 |

## M
| Name              | Geburtsdatum/-Ort       | Spiele | Tore | Zeitraum                |
| ----------------- | ----------------------- | ------ | ---- | ----------------------- |
| Nikola Malbaša    | 12.09.1977 in Zemun     | 5      | 0    | 27.03.2003 – 16.11.2003 |
| Miloš Marić       | 05.03.1982 in Belgrad   | 7      | 0    | 11.07.2004 – 07.09.2005 |
| Jovan Markoski    | 23.06.1980 in Belgrad   | 4      | 0    | 30.04.2003 – 13.07.2004 |
| Marjan Marković   | 28.09.1981 in Požarevac | 5      | 0    | 12.02.2003 – 15.08.2005 |
| Slobodan Marković | 09.11.1978 in Čačak     | 3      | 0    | 03.06.2003 – 16.11.2003 |
| Siniša Mihajlović | 20.02.1969 in Vukovar   | 1      | 0    | 07.06.2003 – 21.06.2006 |
| Predrag Mijatović | 19.01.1969 in Podgorica | 5      | 1    | 12.02.2003 – 11.06.2003 |
| Savo Milošević    | 02.09.1973 in Bijeljina | 30     | 3    | 12.02.2003 – 21.06.2006 |
| Zoran Mirković    | 21.09.1971 in Belgrad   | 5      | 0    | 27.03.2003 – 11.06.2003 |
| Dragan Mladenović | 16.02.1976 in Kraljevo  | 17     | 1    | 20.08.2003 – 16.11.2005 |

## N
| Name         | Geburtsdatum/-Ort   | Spiele | Tore | Zeitraum                |
| ------------ | ------------------- | ------ | ---- | ----------------------- |
| Albert Nađ   | 29.10.1974 in Zemun | 10     | 0    | 28.04.2004 – 21.06.2006 |
| Bojan Neziri | 26.02.1982 in Šabac | 3      | 0    | 11.07.2004 – 16.11.2005 |
| Zoran Njeguš | 25.06.1973 in Užice | 2      | 0    | 03.06.2003 – 11.06.2003 |

## O
| Name              | Geburtsdatum/-Ort     | Spiele | Tore | Zeitraum                |
| ----------------- | --------------------- | ------ | ---- | ----------------------- |
| Predrag Ocokoljić | 29.07.1977 in Belgrad | 2      | 0    | 16.11.2003 – 31.03.2004 |

## P
| Name              | Geburtsdatum/-Ort       | Spiele | Tore | Zeitraum                |
| ----------------- | ----------------------- | ------ | ---- | ----------------------- |
| Marko Pantelić    | 15.09.1978 in Belgrad   | 3      | 0    | 16.11.2003 – 13.02.2004 |
| Aleksandar Pantić | 01.10.1978 in Prokuplje | 2      | 0    | 11.07.2004 – 13.07.2004 |
| Veljko Paunović   | 21.08.1977 in Strumica  | 1      | 1    | 28.04.2004              |
| Dušan Petković    | 13.06.1974 in Belgrad   | 4      | 0    | 28.04.2004 – 18.08.2004 |

## R
| Name         | Geburtsdatum/-Ort     | Spiele | Tore | Zeitraum   |
| ------------ | --------------------- | ------ | ---- | ---------- |
| Nemanja Rnić | 30.09.1984 in Belgrad | 1      | 0    | 08.06.2005 |

## S
| Name             | Geburtsdatum/-Ort     | Spiele | Tore | Zeitraum                |
| ---------------- | --------------------- | ------ | ---- | ----------------------- |
| Dragan Šarac     | 27.09.1975 in Ruma    | 4      | 0    | 11.10.2003 – 13.07.2004 |
| Dejan Stanković  | 11.09.1978 in Belgrad | 22     | 4    | 12.02.2003 – 21.06.2006 |
| Dejan Stefanović | 28.10.1974 in Niš     | 5      | 1    | 30.04.2003 – 16.11.2003 |

## T
| Name             | Geburtsdatum/-Ort      | Spiele | Tore | Zeitraum                |
| ---------------- | ---------------------- | ------ | ---- | ----------------------- |
| Nikola Trajković | 05.01.1981 in Belgrad  | 2      | 0    | 09.02.2005 – 08.06.2005 |
| Goran Trobok     | 06.06.1974 in Sarajevo | 4      | 0    | 27.03.2003 – 28.04.2004 |
|                  |                        |        |      |                         |

## V
| Name             | Geburtsdatum/-Ort               | Spiele | Tore | Zeitraum                |
| ---------------- | ------------------------------- | ------ | ---- | ----------------------- |
| Nemanja Vidić    | 21.10.1981 in Užice             | 17     | 1    | 30.04.2003 – 27.05.2006 |
| Milivoje Vitakić | 16.05.1977 in Čačak             | 2      | 0    | 28.04.2004 – 13.02.2005 |
| Mirko Vučinić    | 01.10.1983 in Nikšić            | 3      | 0    | 04.06.2005 – 01.03.2006 |
| Simon Vukčević   | 29.01.1986 in Podgorica         | 5      | 0    | 11.07.2004 – 08.06.2005 |
| Zvonimir Vukić   | 19.07.1979 in Zrenjanin         | 26     | 7    | 12.02.2003 – 16.06.2006 |
| Dragan Vukmir    | 02.08.1978 in Sremska Mitrovica | 1      | 0    | 13.07.2004              |

## Z
| Name         | Geburtsdatum/-Ort          | Spiele | Tore | Zeitraum                |
| ------------ | -------------------------- | ------ | ---- | ----------------------- |
| Bojan Zajić  | 16.06.1980 in Kruševac     | 1      | 0    | 11.07.2004              |
| Nikola Žigić | 25.09.1980 in Bačka Topola | 13     | 4    | 31.03.2004 – 21.06.2006 |
| Dragan Žilić | 14.12.1974 in Kikinda      | 4      | 0    | 27.03.2003 – 16.11.2003 |